# Kumanivka, Kozeatîn
Kumanivka (în ucraineană Куманівка) este localitatea de reședință a comunei Kumanivka din raionul Kozeatîn, regiunea Vinnița, Ucraina.

## Demografie
Componența lingvistică a localității Kumanivka
     Ucraineană (98,31%)
     Alte limbi (1,45%)
Conform recensământului din 2001, majoritatea populației localității Kumanivka era vorbitoare de ucraineană (98,31%), existând în minoritate și vorbitori de alte limbi.